# NTV (Rosja)
AO Telekompania NTV (ros. АО Телекомпания НТВ) – rosyjska stacja telewizyjna, należąca do Gazprom-Media.
NTV powstała 10 października 1993. Przed inauguracją Władimira Putina na stanowisko prezydenta Rosji w maju 2000 roku programy NTV regularnie mówiły o korupcji władzy zwierzchniej, o przestępstwach wobec ludności cywilnej w ramach „operacji kontrterrorystycznych”. Krytykowali pełzającą „resowietyzację”, umożliwiali wejście na wizję liderom opozycji. Wojna Putina z NTV trwała rok i zakończyła się zajęciem siłą pomieszczeń stacji telewizyjnej znajdujących się na ósmym piętrze ośrodka telewizyjnego „Ostankino”. Minister prasy Federacji Rosyjskiej Michaił Lesin podpisał tak zwany „Protokół nr 6”, gwarantujący głównemu akcjonariuszowi NTV Władimirowi Gusinskiemu zakończenie prześladowania karnego w zamian za kontrolę nad stacją telewizyjną. W kwietniu 2001 roku, przy cichym wsparciu władz, telewizję NTV przejął – oficjalnie za długi – koncern Gazprom, jeden z największych rosyjskich właścicieli mediów.
W posiadaniu NTV są również NTV+, NTV-Profit i NTV-Dizajn.
Produkuje dla mołdawskiej TV7 dziennik Segodnya v Moldove.
We współpracy NTV z białoruską telewizją publiczną 4 czerwca 2006 powstała stacja NTV-Biełaruś.
Logiem były to litery: H na dole, T na górze i B znów na dole. Pod literą T była zielona kula. W pierwszych okresach stacji czcionka liter była inna.